# ウルジチェニ
ウルジチェニ（ルーマニア語: Urziceni）は、ルーマニアのヤロミツァ県にある町。

## 地勢
ワラキア平原の東部、バラガン平原のステップ地帯に位置し、ヤロミツァ川が流れる。県都スロボジアは東に65km、首都ブカレストは南西に60kmのところにある。

## 歴史

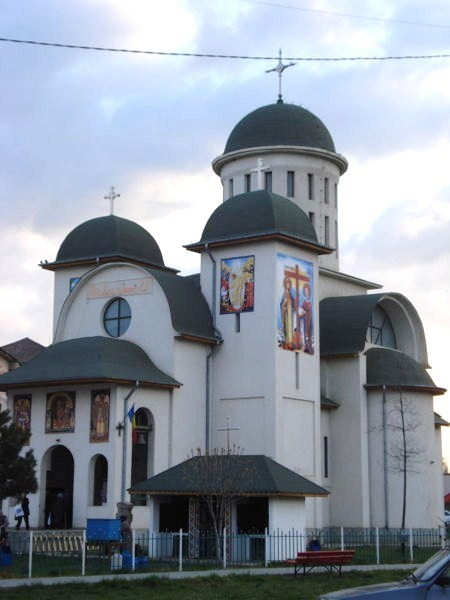
ルーマニア正教会の教会

牧師によって建設された町で、ミハイ勇敢公在位の1596年4月23日に初めて歴史上に登場した。地名はルーマニア語で「イラクサ」を意味するウルジチャ（urzică）からとられた。1716年から1833年までの117年間、ヤロミツァ県の県都であった。商人の町として発展し、1831年に市場と認められ、1864年に村、1895年に町に昇格した。20世紀にはルーマニア南東部の過疎地域における経済の中心地として発展していった。主な生産品目は焼き物、α鉄、アルコール飲料、大豆油、プラスチック、繊維製品、家具。ウルジチェニを含む自治体は1995年に、主要都市に与えられる地位である「ムニチピウ」に昇格した。

## 人口動態
2002年の国勢調査時点での人口は1万7094人で、うちルーマニア人が1万6562人、ロマが493人、ハンガリー人が11人いた。

## 交通

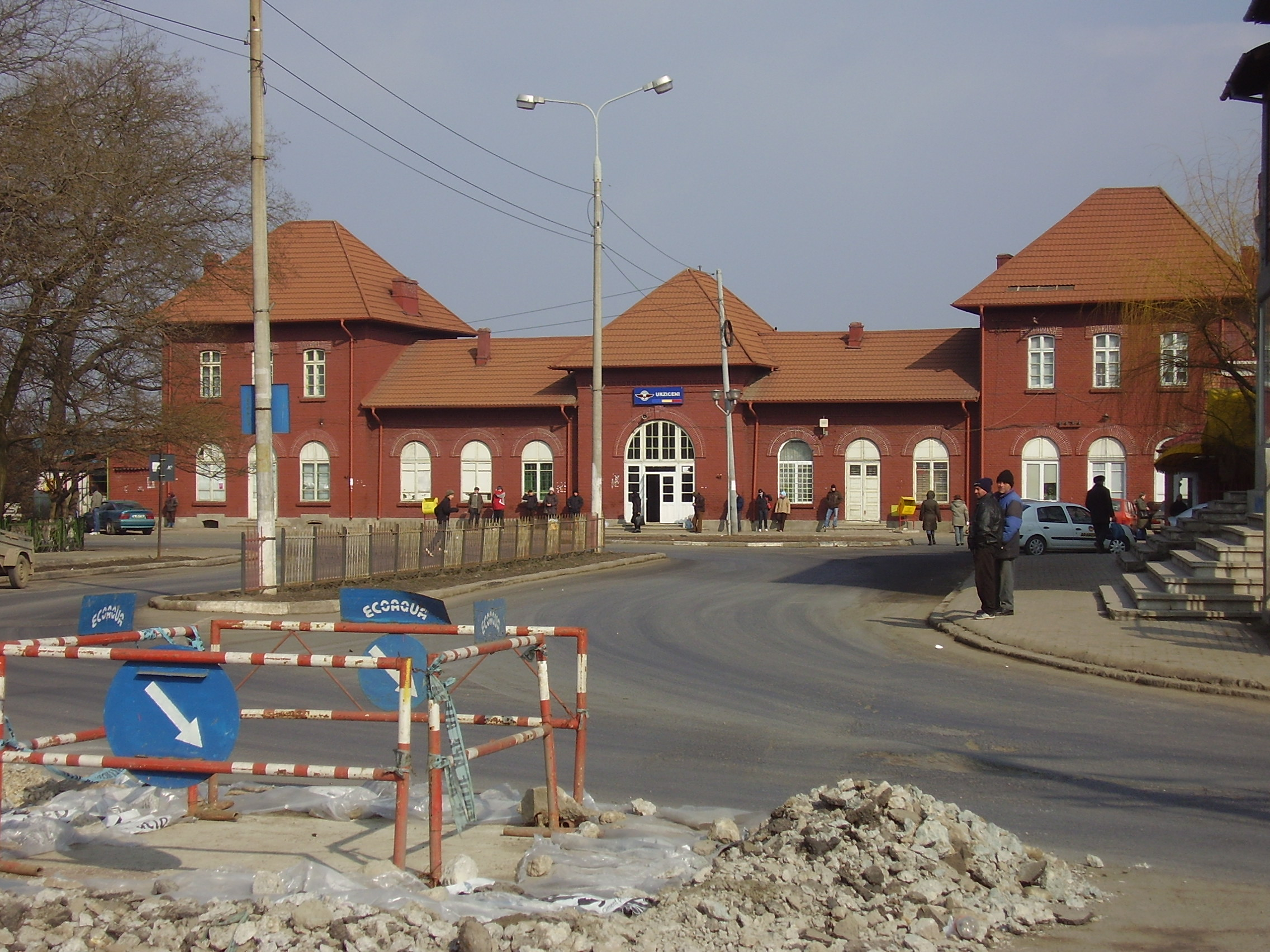
ウルジチェニ駅

鉄道の要衝で、ブカレスト、プロイェシュティ、ファウレイ、ツァンダレイからの路線が交わる。バスの便も充実しており、西にはE60号線とE85号線が通る。

## スポーツ
小さい町ながらもFCウニレア・ウルジチェニというリーガ1でプレイするチームがあり、2008 - 2009シーズンには優勝を果たした。

## 出身有名人
- アレクサンドル・トマ（1875年 - 1954年） 作家
- コンスタンティン・トユ 作家